# Yani
Yani è il terzo ed ultimo singolo di Emre Altuğ a essere estratto nel 2000 dall'album İbret-i Alem (1998).